# Recensement de Colombie de 2018
Le recensement de République de Colombie de 2018 est un recensement de la population lancé en 2018 dans la République de Colombie. La population est estimée à 48 258 494 Colombiens dans le monde, dont 44 164 417 officiellement recensés.